# Fouad Twal
Mons. Fouad Boutros Ibrahim Twal (* 23. října 1940, Madaba, Jordánsko) je jordánský římskokatolický biskup, emeritní patriarcha Latinského patriarchátu jeruzalémského.